# Amphrysos
Amphrysos (altgriechisch Ἄμφρυσος Ámphrysos) ist der antike Name des Flusses Platanorema in Mittelgriechenland.
Er entspringt im thessalischen Othrys-Gebirge, fließt nach Norden an Platanos vorbei (dem antiken Halos) und mündet in den pagasitischen Golf.
In der griechischen Mythologie wird der Amphrysos mehrfach erwähnt. An seinem Ufer brachte Eupolemeia den Aithalides zur Welt, einen Sohn des Hermes. In einer weiteren Erzählung ist es Antianeira, die hier dem Apollon einen anderen Argonauten gebiert, nämlich Idmon. Der Musengott seinerseits soll – während seiner Knechtschaft bei Admetos von Pherai – im Tal des Amphrysos die Herden des Königs geweidet haben.